# Purpose (album của Taeyeon)
Purpose là album phòng thu thứ hai của nữ ca sĩ Hàn Quốc Taeyeon, được SM Entertainment phát hành vào ngày 28 tháng 10 năm 2019. Album gồm 12 ca khúc, trong đó có single từng đạt vị trí số 1 trên BXH Gaon "Four Seasons" và ca khúc B-side "Blue" bên cạnh 10 ca khúc mới, trong đó bài hát chủ đề là "Spark".

## Bối cảnh
Album là sự kết hợp của "nhiều thể loại". Tiêu đề  "Purpose" được cho là đại diện cho "mục tiêu của Taeyeon với tư cách là một cá thể và ca sĩ và cho thấy âm nhạc đã trở thành mục đích và định hướng lớn nhất trong cuộc sống của cô ấy".

## Quảng bá
Vào ngày 11 tháng 10, một video teaser của Taeyeon với hình ảnh đóa hoa hồng bị đốt cháy được ra mắt trên mạng. Vào ngày 14 tháng 10, Taeyeon loạt ảnh nhá hàng cho album với "ánh aesthetic màu đỏ" chiếu trên khuôn mặt và vai của cô ấy, được Gulf News mô tả là "cực nóng". SM đã chính thức xác nhận lịch trở lại vào ngày 22 tháng 10 năm 2019, nhưng tất cả đã được sắp xếp lại lịch sau khi cố nghệ sĩ cùng công ty Sulli đột ngột qua đời.

## Thành phần
Phiên bản kĩ thuật số của Purpose gồm 10 ca khúc, trong khi phiên bản đĩa cứng gồm 12 ca khúc bao gồm đĩa đơn đạt vị trí số 1 trên BXH Gaon "Four Seasons" và ca khúc B-side "Blue", đã được ra mắt trước dưới định dạng đĩa đơn kỹ thuật số vào ngày 24 tháng 3 năm 2019. Có 3 phiên bản đĩa cứng –2 bản thường với phần bìa khác nhau và một phiên bản Deluxe với phần bìa và photobook khác với 2 bản thường.

## Sự đón nhận
| Đánh giá chuyên môn | Đánh giá chuyên môn |
| Nguồn đánh giá      | Nguồn đánh giá      |
| Nguồn               | Đánh giá            |
| ------------------- | ------------------- |
| The Star            | 9/10                |
| IZM                 |                     |
| Allkpop             | 8.6/10              |

Sau khi ra mắt được ít lâu, Purpose đứng đầu BXH iTunes album chart của 22 quốc gia và vùng lãnh thổ  và trở thành album đầu tiên của 1 nghệ sĩ solo nữ Hàn Quốc lọt vào Top 5 của BXH iTunes album chart  của Mỹ (với vị trí cao nhất là vị trí số 2). Album đứng thứ 2 trên BXH Gaon Album Chart và đứng thứ 9 trên BXH Billboard World album.
Sau 3 tiếng phát hành, bài hát chủ đề "Spark" đã đạt được danh hiệu RAK (Realtime All Kill) tại Hàn Quốc, giúp Taeyeon trở thành nghệ sĩ nữ duy nhất có 3 bài hát đạt được danh hiệu này trong 2019 sau "Four Seasons" và "A Poem Titled You". 
Album physical "Purpose" bán được 96,749 bản trong ngày đầu tiên (tính theo Hanteo) và 132,818 bản trong tuần đầu tiên (tính theo Hanteo). Album bán được 170,989 bản với phiên bản thường và 51,729 bản với phiên bản Repackage theo số liệu từ Gaon.

## Giải thưởng và đề  cử
| Năm  | Giải thưởng                        | Hạng mục                                | Đề cử          | Kết quả   |
| ---- | ---------------------------------- | --------------------------------------- | -------------- | --------- |
| 2019 | Melon Music Awards lần thứ 11      | Bài hát nhạc Ballad xuất sắc nhất       | "Four Seasons" | Đoạt giải |
| 2019 | Melon Music Awards lần thứ 11      | Bài hát của năm                         | "Four Seasons" | Đề cử     |
| 2019 | Mnet Asian Music Awards lần thứ 21 | Màn trình diễn vocal solo xuất sắc nhất | "Four Seasons" | Đoạt giải |
| 2019 | Mnet Asian Music Awards lần thứ 21 | Bài hát của năm                         | "Four Seasons" | Đề cử     |
| 2020 | Gaon Chart Music Awards lần thứ 9  | Bài hát của năm – tháng 3               | "Four Seasons" | Đoạt giải |
| 2020 | Gaon Chart Music Awards lần thứ 9  | Bài hát của năm – tháng 10              | "Spark"        | Đề cử     |
| 2020 | Golden Disc Awards lần thứ 34      | Digital Daesang                         | "Four Seasons" | Đề cử     |
| 2020 | Golden Disc Awards lần thứ 34      | Digital Bonsang                         | "Four Seasons" | Đoạt giải |
| 2020 | Golden Disc Awards lần thứ 34      | Disc Bonsang                            | Purpose        | Đề cử     |
| 2020 | Golden Disc Awards lần thứ 34      | Disc Daesang                            | Purpose        | Đề cử     |
| 2020 | Korean Music Awards lần thứ 17     | Album nhạc Pop xuất sắc nhất            | Purpose        | Đề cử     |
| 2020 | Seoul Music Awards lần thứ 29      | Digital Daesang                         | "Four Seasons" | Đoạt giải |

| Bài hát        | Chương trình     | Kênh | Ngày              | Ref.   |
| -------------- | ---------------- | ---- | ----------------- | ------ |
| "Four Seasons" | Show! Music Core | MBC  | 6 tháng 4, 2019   | [ 14 ] |
| "Four Seasons" | Inkigayo         | SBS  | 7 tháng 4, 2019   | [ 15 ] |
| "Spark"        | Music Bank       | KBS  | 8 tháng 11, 2019  | [ 16 ] |
| "Spark"        | Show! Music Core | MBC  | 9 tháng 11, 2019  | [ 17 ] |
| "Spark"        | Inkigayo         | SBS  | 10 tháng 11, 2019 | [ 18 ] |

## Danh sách bài hát
| Purpose – Digital standard edition | Purpose – Digital standard edition | Purpose – Digital standard edition | Purpose – Digital standard edition                                     | Purpose – Digital standard edition            | Purpose – Digital standard edition |
| STT                                | Nhan đề                            | Phổ lời                            | Phổ nhạc                                                               | Arrangement                                   | Thời lượng                         |
| ---------------------------------- | ---------------------------------- | ---------------------------------- | ---------------------------------------------------------------------- | --------------------------------------------- | ---------------------------------- |
| 1.                                 | "Here I Am"                        | Jo Yoon-Kyung                      | Matthew Tishler Allison Kaplan                                         | Matthew Tishler                               | 3:24                               |
| 2.                                 | "Spark" (불티; Bulti)              | Kenzie                             | Kenzie Anne Juddith Stokke Wik Ronny Svendsen                          | Kenzie Anne Juddith Stokke Wik Ronny Svendsen | 3:37                               |
| 3.                                 | "Find Me"                          | Moon Hye-min                       | Mike Daley Mitchell Owens Bianca 'Blush' Atterberry                    | Mike Daley Mitchell Owens                     | 4:07                               |
| 4.                                 | "Love You Like Crazy"              | Kenzie                             | Kenzie LDN Noise                                                       | LDN Noise Kenzie                              | 2:59                               |
| 5.                                 | "LOL" (하하하; Hahaha)             | ron Kang Eun-jung                  | dress glowingdog Kriz 아신애                                           | dress glowingdog                              | 3:16                               |
| 6.                                 | "Better Babe"                      | Kim Bu-min                         | Hitchhiker Luke R Foley Dan Whittemore Allison Victoria Pincsak        | Hitchhiker                                    | 4:11                               |
| 7.                                 | "Wine"                             | Jo Yoon-Kyung                      | Robin Gosh Krysta Youngs Kim Viera David Quinones                      | Robin Gosh                                    | 3:57                               |
| 8.                                 | "Do You Love Me?"                  | Lee Joo-hyoung (MonoTree)          | Lee Joo-hyoung (MonoTree)                                              | Lee Joo-hyoung (MonoTree)                     | 4:08                               |
| 9.                                 | "City Love"                        | Ji Yu-ri (Jam Factory)             | Mike Daley Mitchell Owens Micky Blue Realmeee                          | Mike Daley Mitchell Owens                     | 3:38                               |
| 10.                                | "Gravity"                          | JQ Moon Ye-rin (makeumine works)   | Lance Shipp Rachael Kennedy Nathalia Marshall Angel Lopez Gilde Flores | LIONCHLD Angel Lopez Gilde Flores             | 3:59                               |
| Tổng thời lượng:                   | Tổng thời lượng:                   | Tổng thời lượng:                   | Tổng thời lượng:                                                       | Tổng thời lượng:                              | 37:26                              |

| Purpose – Korean and deluxe bonus tracks | Purpose – Korean and deluxe bonus tracks | Purpose – Korean and deluxe bonus tracks | Purpose – Korean and deluxe bonus tracks                                                | Purpose – Korean and deluxe bonus tracks           | Purpose – Korean and deluxe bonus tracks |
| STT                                      | Nhan đề                                  | Phổ lời                                  | Phổ nhạc                                                                                | Arrangement                                        | Thời lượng                               |
| ---------------------------------------- | ---------------------------------------- | ---------------------------------------- | --------------------------------------------------------------------------------------- | -------------------------------------------------- | ---------------------------------------- |
| 11.                                      | "Blue"                                   | Hyun Ji Won JQ                           | Alex Mood Mariella "Bambi" Garcia Balandina Oskar Salhin Mimmi Gyltman Rassmus Björnson | Mariella "Bambi" Garcia Balandina Rassmus Björnson | 3:32                                     |
| 12.                                      | "Four Seasons" (사계; Sa-gye)            | Kenzie                                   | Josh Cumbee Afshin Salmani Andrew Allen Kenzie                                          | Kenzie NONFICTION (AFSHeeN & Josh Cumbee)          | 3:08                                     |
| Tổng thời lượng:                         | Tổng thời lượng:                         | Tổng thời lượng:                         | Tổng thời lượng:                                                                        | Tổng thời lượng:                                   | 44:10                                    |

| Purpose – Repackage | Purpose – Repackage                                                                             | Purpose – Repackage                                    | Purpose – Repackage                                                                     | Purpose – Repackage                                | Purpose – Repackage |
| STT                 | Nhan đề                                                                                         | Phổ lời                                                | Phổ nhạc                                                                                | Arrangement                                        | Thời lượng          |
| ------------------- | ----------------------------------------------------------------------------------------------- | ------------------------------------------------------ | --------------------------------------------------------------------------------------- | -------------------------------------------------- | ------------------- |
| 1.                  | "Dear Me" (내게 들려주고 싶은 말; Naege deullyeojugo sipeun mal; lit. What You Want To Tell Me) | Hwang Yura (Jam Factory) Yoo Ji Won (Lara Las Studios) | William Wenaus Yoo Young Jin                                                            | William Wenaus Yoo Young Jin                       | 3:42                |
| 2.                  | "My Tragedy" (월식; Wolsik; lit. Lunar Eclipse)                                                 | Kim Bu-min                                             | Hitchhiker Daniel Whittemore Bonx Elizabeth Russo                                       | Hitchhiker                                         | 4:29                |
| 3.                  | "Here I Am"                                                                                     | Jo Yoon-Kyung                                          | Matthew Tishler Allison Kaplan                                                          | Matthew Tishler                                    | 3:24                |
| 4.                  | "Spark" (불티; Bulti)                                                                           | Kenzie                                                 | Kenzie Anne Judith Wik Ronny Svendsen                                                   | Kenzie Anne Judith Wik]] Ronny Svendsen            | 3:37                |
| 5.                  | "Find Me"                                                                                       | Moon Hye-min                                           | Mike Daley Mitchell Owens Bianca 'Blush' Atterberry                                     | Mike Daley Mitchell Owens                          | 4:07                |
| 6.                  | "Love You Like Crazy"                                                                           | Kenzie                                                 | Kenzie LDN Noise                                                                        | LDN Noise Kenzie                                   | 2:59                |
| 7.                  | "LOL" (하하하; Hahaha)                                                                          | ron Kang Eun-jung                                      | dress glowingdog Kriz 아신애                                                            | dress glowingdog                                   | 3:16                |
| 8.                  | "Better Babe"                                                                                   | Kim Bu-min                                             | Hitchhiker Luke R Foley Dan Whittemore Allison Victoria Pincsak                         | Hitchhiker                                         | 4:11                |
| 9.                  | "Wine"                                                                                          | Jo Yoon-Kyung                                          | Robin Gosh Krysta Youngs Kim Viera David Quinones                                       | Robin Gosh                                         | 3:57                |
| 10.                 | "Do You Love Me?"                                                                               | Lee Joo-hyoung (MonoTree)                              | Lee Joo-hyoung (MonoTree)                                                               | Lee Joo-hyoung (MonoTree)                          | 4:08                |
| 11.                 | "City Love"                                                                                     | Ji Yu-ri (Jam Factory)                                 | Mike Daley Mitchell Owens Christine 'Mickey Blue' Gallagher Realmeee                    | Mike Daley Mitchell Owens                          | 3:38                |
| 12.                 | "Gravity"                                                                                       | JQ Moon Ye-rin (makeumine works)                       | Lance Shipp Rachael Kennedy Nathalia Marshall Angel Lopez Gilde Flores                  | LIONCHLD Angel Lopez Gilde Flores                  | 3:59                |
| 13.                 | "Drawing Our Moments" (너를 그리는 시간; Neoreul geurineun sigan)                               | Jo Yoon-Kyung                                          | Lawrence Lee Malin Johansson Dan Sundquist Hjalmar wilén                                | Lawrence Lee                                       | 4:33                |
| 14.                 | "Blue"                                                                                          | Hyun Ji Won JQ                                         | Alex Mood Mariella "Bambi" Garcia Balandina Oskar Salhin Mimmi Gyltman Rassmus Björnson | Mariella "Bambi" Garcia Balandina Rassmus Björnson | 3:32                |
| 15.                 | "Four Seasons" (사계; Sa-gye)                                                                   | Kenzie                                                 | Josh Cumbee Afshin Salmani Andrew Allen Kenzie                                          | Kenzie NONFICTION (AFSHeeN & Josh Cumbee)          | 3:08                |
| 16.                 | "Dear Me [Instrumental]" (Digital Bonus Track)                                                  | N/A                                                    | William Wenaus Yoo Young Jin                                                            | William Wenaus Yoo Young Jin                       | 3:42                |
| Tổng thời lượng:    | Tổng thời lượng:                                                                                | Tổng thời lượng:                                       | Tổng thời lượng:                                                                        | Tổng thời lượng:                                   | 60:37               |

## Bảng xếp hạng
| Bảng xếp hạng (2019)                 | Thứ hang cao nhất |
| ------------------------------------ | ----------------- |
| Úc ARIA Digital Album Chart (ARIA)   | 23                |
| Pháp Digital Albums (SNEP)           | 73                |
| Album Nhật Bản (Oricon)              | 25                |
| Japan Hot Albums (Billboard Japan)   | 19                |
| Hàn Quốc Albums (Gaon)               | 2                 |
| Hàn Quốc Albums (Gaon) (Kihno ver.)  | 7                 |
| Album Anh Quốc Digital (OCC)         | 79                |
| Album Hoa Kỳ Heatseekers (Billboard) | 14                |
| Album Hoa Kỳ Independent (Billboard) | 41                |
| Album Hoa Kỳ World (Billboard)       | 9                 |

| Bảng xếp hạng (2019-2020)  | Vị trí cao nhất |
| -------------------------- | --------------- |
| South Korean Albums (Gaon) | 6               |
| South Korean Albums (Gaon) | 5 (Repackage)   |
| South Korean Albums (Gaon) | 45 (Kit)        |

| Bảng xếp hạng (2019)       | Vị trí cao nhất |
| -------------------------- | --------------- |
| South Korean Albums (Gaon) | 34              |

## Doanh số
| Quốc gia             | Doanh số           |
| -------------------- | ------------------ |
| Trung Quốc (digital) | 168,317            |
| Hàn Quốc             | 170,989            |
| Hàn Quốc             | 46,694 (Repackage) |
| Hàn Quốc             | 5,029 (Kit)        |

## Lịch sử phát hành
| Khu vực  | Ngày              | Định dạng                     | Phiên bản | Hãng đĩa                 | Ghi chú |
| -------- | ----------------- | ----------------------------- | --------- | ------------------------ | ------- |
| Toàn cầu | 28 tháng 10, 2019 | CD digital download streaming | Original  | SM Entertainment         | [ 36 ]  |
| Toàn cầu | 15 tháng 1, 2020  | CD digital download streaming | Repackage | SM Entertainment         | [ 37 ]  |
| Hàn Quốc | 22 tháng 1, 2020  | Kihno                         | Repackage | SM Entertainment Dreamus | [ 38 ]  |